# 中國動畫列表
广义上的“中国动画”包括:
- 时间上，包含从古代到当代不同时期、以不同形式表演的动画艺术，如走马灯、“拉洋片”、美术片、网络动画等。
- 空间上，包含一定时期内在中国境内创作的动画作品，如中国大陆动画、香港动画等。

狭义上的“中国动画”一般特指中国大陆动画，即中国大陆地区或中华人民共和国的公民或机构创作的动画。
本表主要列出自1922年至今，由中国（包括中華民國大陸時期和中华人民共和国）的公民或机构创作的现代动画作品。

## 20世纪
现代意义上的中国动画起步于1922年，按年代和发展特点可划分为三大阶段。

### 出现与早期发展（1922-1949）
| 类型     | 年份   | 片名             | 创作者               | 备注 |
| -------- | ------ | ---------------- | -------------------- | --- |
| 动画广告 | 1922年 | 舒振东华文打字机 | 万氏兄弟             | 中国第一部广告动画片 |
| 动画短片 | 1923年 | 球人             | 秦立凡               | 关于“中国第一部动画片” - 普遍看法认为是《大闹画室》 - 近年来多有研究人员提出不同意见 - 郭虹、邬佳力主张为《过年》 - 殷福军主张为《暂停》或《狗请客》 |
| 动画短片 | 1923年 | 暂停             | 杨左匋               | 关于“中国第一部动画片” - 普遍看法认为是《大闹画室》 - 近年来多有研究人员提出不同意见 - 郭虹、邬佳力主张为《过年》 - 殷福军主张为《暂停》或《狗请客》 |
| 动画短片 | 1924年 | 过年             | 杨左匋               | 关于“中国第一部动画片” - 普遍看法认为是《大闹画室》 - 近年来多有研究人员提出不同意见 - 郭虹、邬佳力主张为《过年》 - 殷福军主张为《暂停》或《狗请客》 |
| 动画短片 | 1924年 | 狗请客           | 黄文农               | 关于“中国第一部动画片” - 普遍看法认为是《大闹画室》 - 近年来多有研究人员提出不同意见 - 郭虹、邬佳力主张为《过年》 - 殷福军主张为《暂停》或《狗请客》 |
| 动画短片 | 1926年 | 大闹画室         | 万氏兄弟             | 关于“中国第一部动画片” - 普遍看法认为是《大闹画室》 - 近年来多有研究人员提出不同意见 - 郭虹、邬佳力主张为《过年》 - 殷福军主张为《暂停》或《狗请客》 |
| 动画短片 | 1931年 | 狗侦探           | 万氏兄弟             | 联华公司出品 |
| 动画短片 | 1930年 | 纸人捣乱记       | 万氏兄弟             | 联华公司出品 |
| 动画短片 | 1932年 | 国人速醒         | 万氏兄弟             | 联华公司出品 |
| 动画短片 | 1932年 | 血钱             | 万氏兄弟             | 联华公司出品 |
| 动画短片 | 1932年 | 龟兔竞走         | 万氏兄弟             | 联华公司出品 |
| 动画短片 | 1935年 | 骆驼献舞         | 万氏兄弟             | 中国第一部有声动画片，为庆祝蒋中正五十大寿而作 |
| 动画短片 | 1935年 | 飞来福           | 万氏兄弟             | 明星影片公司卡通部出品 |
| 动画短片 | 1935年 | 抵抗             | 万氏兄弟             | 明星影片公司卡通部出品 |
| 动画短片 | 1938年 | 抗战标语卡通     | 万氏兄弟             | 为中国抗日战争创作，中国电影制片厂出品 |
| 动画短片 | 1938年 | 抗战歌辑         | 万氏兄弟             | 为中国抗日战争创作，中国电影制片厂出品 |
| 动画短片 | 1939年 | 农家乐           | 钱家骏               | 钱家骏在重庆率苏州美专1935级毕业生创作 |
| 动画长片 | 1941年 | 铁扇公主         | 万氏兄弟             | 亚洲第一、世界第四部动画长片，中国联合影业公司出品                                                                                                   |
| 动画短片 | 1947年 | 瓮中捉鳖         | 陈波儿、持永只仁(日) | 东北电影制片厂出品 |
| 木偶片   | 1947年 | 皇帝梦           | 陈波儿、持永只仁(日) | 东北电影制片厂出品 |

### 美术片时代(1950-1985)

#### 模仿与学习（1950-1956）
- 1950年 谢谢小花猫 动画 上海美影厂 方明
- 1951年 小铁柱 动画 上海美影厂 特伟 方明
- 1952年 小猫钓鱼 动画 上海美影厂 方明
- 1953年 小小英雄 木偶 上海美影厂 靳夕
- 1953年 采蘑菇 动画 上海美影厂 特伟
- 1954年 夸口的青蛙 动画 上海美影厂 何玉门
- 1954年 小梅的梦 人与木偶 上海美影厂 靳夕
- 1954年 好朋友 动画 上海美影厂 特伟
- 1955年 神笔 木偶 上海美影厂 靳夕 尤磊
- 1955年 乌鸦为什么是黑的 动画 上海美影厂 钱家骏 李克弱
- 1955年 野外的遭遇 动画 上海美影厂 万籁鸣
- 1955年 东郭先生 木偶 上海美影厂 虞哲光 许乘铎
- 1955年 小熊的旅行 木偶 上海美影厂 岳路 章超群
- 1955年 粗心的小胖 木偶 上海美影厂 章超群 虞哲光
- 1956年 我知道 动画 上海美影厂 何玉门
- 1956年 中国木偶艺术 木偶 上海美影厂 靳夕
- 1956年 骄傲的将军 动画 上海美影厂 特伟 李克弱
- 1956年 机智的山羊 木偶 上海美影厂 万超尘
- 1956年 大红花 动画 上海美影厂 万籁鸣
- 1956年 金耳环和银锄头 木偶 上海美影厂 许秉铎
- 1956年 胖嫂回娘家 木偶 上海美影厂 虞哲光
- 1956年 三个邻居 木偶 上海美影厂 岳路

#### 民族风格（1957-1965）
- 1957年 拔萝卜 动画 上海美影厂 钱家骏
- 1957年 双胞胎 木偶 上海美影厂 岳路
- 1957年 一个新足球 木偶 上海美影厂 章超群
- 1958年 小朋友们 动画 上海美影厂 何玉门
- 1958年 木头姑娘 动画 上海美影厂 何玉门
- 1958年 小鲤鱼跳龙门 动画 上海美影厂 何玉门
- 1958年 老婆婆的枣树 动画 上海美影厂 集体
- 1958年 美丽的小金鱼 动画 上海美影厂 集体
- 1958年 谁唱得最好 木偶 上海美影厂 靳夕
- 1958年 小发明家 木偶 上海美影厂 靳夕
- 1958年 火焰山 木偶 上海美影厂 靳夕 尤磊
- 1958年 找小哥哥 动画 上海美影厂 吕晋 戴铁郎 万彭年
- 1958年 古博士的新发现 动画 上海美影厂 钱家骏
- 1958年 猪八戒吃西瓜 剪纸 上海美影厂 万古蟾
- 1958年 墙上的画 动画 上海美影厂 万籁鸣 李克弱
- 1958年 过猴山 动画 上海美影厂 王树忱
- 1958年 并蒂莲 木偶 上海美影厂 许秉铎
- 1958年 小猴与白胖 木偶 上海美影厂 许乘铎
- 1958年 四只小野鸭 木偶 上海美影厂 尤磊
- 1958年 打猎记 木偶 上海美影厂 虞哲光
- 1958年 为了孩子们 木偶 上海美影厂 虞哲光
- 1958年 三毛流浪记 木偶 上海美影厂 张乐平 章超群
- 1959年 萝卜回来了 动画 上海美影厂 集体
- 1959年 蜜蜂与蚯蚓 动画 上海美影厂 集体
- 1959年 森林之王 动画 上海美影厂 集体
- 1959年 砍柴姑娘 木偶 上海美影厂 集体
- 1959年 龙虾 木偶 上海美影厂 靳夕
- 1959年 一只鞋 木偶 上海美影厂 靳夕
- 1959年 布谷鸟叫迟了 动画 上海美影厂 钱家骏
- 1959年 一幅僮锦 动画 上海美影厂 钱家骏
- 1959年 龟猴分树 剪纸 上海美影厂 万古蟾
- 1959年 济公斗蟋蟀 剪纸 上海美影厂 万古蟾
- 1959年 渔童 剪纸 上海美影厂 万古蟾
- 1959年 三只蝴蝶 木偶 上海美影厂 虞哲光
- 1959年 红色信号 木偶 上海美影厂 虞哲光 陈正鸿
- 1960年 鸽子 木偶 上海美影厂 陈正鸿
- 1960年 山羊和狼 剪纸 上海美影厂 胡雄华 沈祖慰
- 1960年 水墨动画片断 水墨 上海美影厂 集体
- 1960年 怕羞的黄莺 动画 上海美影厂 江爱群 陆青 钱家骏 雷雨
- 1960年 小蝌蚪找妈妈 水墨 上海美影厂 特伟 钱家骏
- 1960年 大萝卜 木偶 上海美影厂 万超尘
- 1960年 原形毕露 动画 上海美影厂 王树忱 钱运达
- 1960年 牧羊少年 木偶 上海美影厂 尤磊
- 1960年 聪明的鸭子 折纸 上海美影厂 虞哲光
- 1960年 牧童与公主 木偶 上海美影厂 岳路
- 1960年 小燕子 动画 上海美影厂 张松林 浦家祥 韩冰
- 1960年 大奖章 木偶 上海美影厂 章超群
- 1961年 人参娃娃 剪纸 上海美影厂 万古蟾
- 1961年 太阳的小客人 动画 上海美影厂 邬强 徐景达
- 1961年 谁的本领大 动画 上海美影厂 张松林
- 1961年-1964年 大闹天宫 动画 上海美影厂 万籁鸣 唐澄
- 1962年 红云崖 木偶 上海美影厂 陈正鸿
- 1962年 小溪流 动画 上海美影厂 何玉门
- 1962年 等明天 剪纸 上海美影厂 胡雄华
- 1962年 丝腰带 剪纸 上海美影厂 钱运达
- 1962年 大名府 木偶 上海美影厂 虞哲光 章超群
- 1962年 掌中戏 木偶 上海美影厂 虞哲光 章超群
- 1962年 一棵大白菜 折纸 上海美影厂 虞哲光
- 1962年 没头脑和不高兴 动画 上海美影厂 张松林
- 1963年 孔雀公主 木偶 上海美影厂 靳夕
- 1963年 牧笛 水墨 上海美影厂 特伟 钱家骏
- 1963年 金色的海螺 剪纸 上海美影厂 万古蟾 钱运达
- 1963年 黄金梦 动画 上海美影厂 王树忱
- 1963年 长发妹 木偶 上海美影厂 岳路
- 1964年 四点半 木偶 上海美影厂 陈正鸿
- 1964年 差不多 剪纸 上海美影厂 胡雄华
- 1964年 画像 木偶 上海美影厂 靳夕
- 1964年 草原英雄小姐妹 动画 上海美影厂 钱运达 唐澄
- 1964年 红军桥 剪纸 上海美影厂 钱运达
- 1964年 路边新事 木偶 上海美影厂 王树忱
- 1964年 冰上遇险 动画 上海美影厂 邬强
- 1964年 半夜鸡叫 木偶 上海美影厂 尤磊
- 1964年 湖上歌舞 折纸 上海美影厂 虞哲光
- 1965年 小林日记 剪纸 上海美影厂 胡进庆
- 1965年 红领巾 剪纸 上海美影厂
- 1965年 我们爱农村 动画 上海美影厂 严定宪
- 1965年 李科长巧难炊事班 木偶 上海美影厂 尤磊
- 1965年 南方少年 动画 上海美影厂 詹同渲 夏秉钧 程中岳
- 1965年 小哥儿俩 木偶 上海美影厂 章超群

#### 文化大革命时期（1966-1976）
- 1972年 万吨水压机战歌 剪纸 上海美影厂 胡进庆 邬强
- 1972年 放学以后 动画 上海美影厂 严定宪
- 1973年 东海小哨兵 剪纸 上海美影厂 胡雄华
- 1973年 不差半分毫 剪纸 西安电影制片厂 李安棣 燕平孝
- 1973年 小号手 动画 上海美影厂 王树忱 严定宪
- 1974年 带响的弓箭 剪纸 上海美影厂 胡进庆
- 1974年 小八路 木偶 上海美影厂 尤磊
- 1975年 渡口 动画 上海美影厂 何玉门
- 1975年 骏马飞腾 木偶 上海美影厂 靳夕 刘惠仪
- 1975年 大潮汛之夜 动画 上海美影厂 唐澄 邬强
- 1975年 出发之前 剪纸 上海美影厂 周克勤 钱家辛
- 1976年 长在屋里的竹笋 剪纸 上海美影厂 胡进庆 周克勤
- 1976年 金色的大雁 剪纸 上海美影厂 特伟 沈祖慰
- 1976年 大橹的故事 木偶 上海美影厂 尤磊

#### 白银时代（1977-1985）
- 1977年 山羊回了家 剪纸 上海美影厂 胡进庆 沈祖慰
- 1977年 芦荡小英雄 剪纸 上海美影厂 胡雄华 周克勤
- 1977年 小石柱 动画 上海美影厂 王树忱 沈祖慰
- 1978年 画廊一夜 动画 上海美影厂 阿达 林文肖
- 1978年 火红的岩标 木偶 上海美影厂 陈正鸿
- 1978年 歌声飞出五指山 木偶 上海美影厂 方润南
- 1978年 狐狸打猎人 剪纸 上海美影厂 胡雄华
- 1978年 小白鸽 动画 上海美影厂 矫野松
- 1978年 西瓜炮 木偶 上海美影厂 靳夕
- 1978年 奇怪的病号 动画 上海美影厂 浦家祥
- 1978年 象不象 动画 上海美影厂 唐澄 邬强
- 1978年 两张布告 木偶 上海美影厂 章超群
- 1979年 天才杂技演员 木偶 上海美影厂 阿曲
- 1979年 母鸡搬家 动画 上海美影厂 戴铁郎
- 1979年 愚人买鞋 木偶 上海美影厂 方润南
- 1979年 好猫咪咪 动画 上海美影厂 何玉门
- 1979年 熊猫百货商店 剪纸 上海美影厂 沈祖慰 周克勤
- 1979年 刺猬背西瓜 剪纸 上海美影厂 王柏荣 钱家幸
- 1979年 哪吒闹海 动画 上海美影厂 王树忱 严定宪 徐景达
- 1979年 喵呜是谁叫的 木偶 上海美影厂 尤磊
- 1979年 奇怪的球赛 木偶 上海美影厂 章超群 詹同
- 1979年-1988年 阿凡提的故事 木偶 上海美影厂 曲建方 靳夕 刘蕙仪 蔡渊兰 金芳铃
- 1980年 三个和尚 动画 上海美影厂 阿达
- 1980年 我的朋友小海豚 动画 上海美影厂 戴铁郎
- 1980年 八百鞭子 剪纸 上海美影厂 葛桂云 周克勤
- 1980年 丁丁战猴王 剪纸 上海美影厂 胡进庆
- 1980年 娇娇的奇遇 动画 上海美影厂 矫野松
- 1980年 吹鼓手 剪纸 上海美影厂 金锡林 孙能子
- 1980年 雪孩子 动画 上海美影厂 林文肖
- 1980年 小马虎 动画 上海美影厂 刘惠仪
- 1980年 黑公鸡 动画 上海美影厂 浦家祥
- 1980年 张飞审瓜 剪纸 上海美影厂 钱运达 葛桂云
- 1980年 这是一首歌 木侧 上海美影厂 曲建方
- 1980年 黑熊奇遇记 木偶 上海美影厂
- 1980年 老狼请客 动画 上海美影厂 阎善春
- 1980年 三只狼 折纸 上海美影厂 虞哲光
- 1980年 小鸭呷呷 折纸 上海美影厂 虞哲光
- 1980年 园园和机器人 木偶 上海美影厂 章超群
- 1981年 龙牙星 木偶 上海美影厂 方润南
- 1981年 善良的夏吾冬 动画 上海美影厂 何玉门
- 1981年 咕咚来了 剪纸 上海美影厂 胡雄华 沈祖慰
- 1981年 摔香炉 动画 上海美影厂 林文肖
- 1981年 九色鹿 动画 上海美影厂 钱家骏 戴铁郎
- 1981年 抬驴 剪纸 上海美影厂 王柏荣
- 1981年 小小机器人 动画 北京科影制片厂 邬强
- 1981年 南郭先生 剪纸 上海美影厂 熊耕发 钱家騂 王柏荣
- 1981年 人参果 动画 上海美影厂 严定宪
- 1981年 崂山道士 木偶 上海美影厂 虞哲光
- 1981年 真假李逵 木偶 上海美影厂 詹同
- 1981年 猴子捞月 剪纸 上海美影厂 周克勤
- 1981年 猫咪的胡子 动画 北京科影制片厂 周树民
- 1982年 王七到此一游 动画 广西电影制片厂 安平[谁？]
- 1982年 小红脸和小蓝脸 动画 上海美影厂 戴铁郎
- 1982年 瓷娃娃 木偶 上海美影厂 方润南
- 1982年 曹冲称象 木偶 上海美影厂 高尔丰 靳夕 刘蕙仪
- 1982年 狐狸送葡萄 剪纸 上海美影厂 胡进华
- 1982年 淘气的金丝猴 剪纸 上海美影厂 胡进庆
- 1982年 老虎学艺 动画 上海美影厂 矫野松
- 1982年 小兔淘淘的故事 动画 上海美影厂 林文肖 严定宪
- 1982年 盲女与狐狸 动画 上海美影厂 浦家祥
- 1982年 纸人国 剪纸 上海美影厂 钱家幸
- 1982年 画家朱屺瞻 动画 上海美影厂
- 1982年 鹿铃 水墨 上海美影厂 唐澄 邬强
- 1982年 狼来了 木偶 上海美影厂 夏秉钧
- 1982年 蛐蛐 木偶 上海美影厂 尤磊
- 1982年 假如我是武松 木偶 上海美影厂 詹同
- 1982年 小熊猫学木匠 剪纸 上海美影厂 周克勤
- 1983年 蝴蝶泉 动画 上海美影厂 阿达 常光希
- 1983年 捉迷藏 剪纸 上海美影厂 葛桂云
- 1983年 鹬蚌相争 剪纸 上海美影厂 胡进庆
- 1983年 小八戒 剪纸 上海美影厂 金雪林
- 1983年 小松鼠理发师 动画 上海美影厂 浦家祥
- 1983年 奇怪的手 动画 青年电影制片厂
- 1983年 猴子钓鱼 剪纸 上海美影厂 沈祖慰
- 1983年 应该靠自己 动画 BTV动画中心 金熊猫动画公司 王柏荣 王刚毅
- 1983年 老鼠嫁女 剪纸 上海美影厂 王柏荣
- 1983年 天书奇谭 动画 上海美影厂 王树忱 钱运达
- 1983年 好呱呱 动画 辽宁科影制片厂 武隽
- 1983年 老猪选猫 木偶 上海美影厂 夏秉钧 尤磊
- 1983年 钱 动画 上海美影厂 熊南清
- 1983年 看门的黑狗 木偶 上海美影厂 章超群
- 1983年 长了腿的芒果 剪纸 上海美影厂 周克勤
- 1983年 过桥 木偶 上海美影厂 左容倌
- 1984年 三十六个字 动画 上海美影厂 阿达
- 1984年 三毛流浪记 动画 上海美影厂 阿达 朱康林 熊南清 泮积耀
- 1984年 悍牛与牧童 动画 北京科影制片厂 陈三伟
- 1984年 聪明的小兔子 动画 中国电视剧制作中心 段佳
- 1984年 马蜂窝 木偶 上海美影厂 方润南
- 1984年 小狐狸 剪纸 上海美影厂 葛桂云
- 1984年 断尾巴的老鼠 动画 中国电视剧制作中心 何玉门
- 1984年 美丽的尾巴 动画 中国电视剧制作中心 何玉门 段佳
- 1984年 林中澡堂 动画 中国电视剧制作中心 华方方
- 1984年 熊猫胖胖--怪信 动画 中国电视剧制作中心 黄磷
- 1984年 西岳奇童 木偶 上海美影厂 靳夕 刘蕙仪
- 1984年 快乐的数字 动画 上海美影厂 钱家骏
- 1984年 除夕的故事 剪纸 上海美影厂 钱家幸
- 1984年 小熊与小小熊 动画 中国电视剧制作中心 赦谨 梅君
- 1984年 小明星 剪纸 上海美影厂 沈祖慰
- 1984年 贾二卖杏 动画 南京电影制片厂 施仲兴
- 1984年 火童 剪纸 上海美影厂 王柏荣
- 1984年 小熊买西瓜 动画 辽宁科教电影制片厂 武隽
- 1984年 石狮子 木偶 上海美影厂 詹同 章超群
- 1984年 熊猫小胖 动画 中国电视剧制作中心
- 1984年 李逵 动画 福建电视台 周生伟

### 转折与衰落（1985-1999）
- 1984年-1985年 金猴降妖 动画 上海美影厂 特伟 严定宪 林文肖
- 1984年-1987年 黑猫警长 动画 上海美影厂 戴铁郎 范马迪 熊南清
- 1985年 园园的奇怪旅行 木偶 上海美影厂 程中岳
- 1985年 八仙过海 动画 福建电视台
- 1985年 抢枕头 动画 上海美影厂 何玉门
- 1985年 草人 剪纸 上海美影厂 胡进庆
- 1985年 海力布 动画 上海美影厂 黄玮
- 1985年 大花和小花 剪纸 上海美影厂 金雪林
- 1985年 巫婆、鳄鱼、小姑娘 折纸 上海美影厂 李荣中
- 1985年 夹子救鹿 动画 上海美影厂 林文肖 常光希
- 1985年 大扫除 动画 上海美影厂 马克萱
- 1985年 没牙的老虎 动画 上海美影厂 浦家祥
- 1985年 女祸补天 动画 上海美影厂 钱运达
- 1985年 老鼠吃大象 动画 中国电视剧制作中心 沈祖慰
- 1985年 金猴降妖 动画 上海美影厂 特伟 严定宪 林文肖
- 1985年 种梨 动画 北京科影制片厂 邬强
- 1985年 奖杯发给谁 动画 辽宁科影制片厂 武隽
- 1985年 连升三级 木偶 上海美影厂 夏秉钧
- 1985年 网 动画 上海美影厂 严善春
- 1985年 追 动画 中国电视剧制作中心
- 1985年 荡秋千 动画 中国电视剧制作中心
- 1985年 水鹿 剪纸 上海美影厂 周克勤
- 1986年 新装的门铃 动画 上海美影厂 阿达 马克勤
- 1986年 超级肥皂 动画 上海美影厂 阿达 马克勤
- 1986年 滚桶车 动画 长影美术片厂
- 1986年 脱险记 动画 长影美术片厂
- 1986年 一夜富翁 动画 上海美影厂 车慧
- 1986年 小裁缝 木偶 上海美影厂 程中岳
- 1986年 三只鸡 动画 长影美术片厂 段炼
- 1986年 成语动画廊 动画 深圳翡翠动画设计公司 符世深 钟汉超等
- 1986年 姜子牙下山 动画 福建电视台
- 1986年 不怕冷的大衣 动画 上海美影厂 林文肖
- 1986年 乐土 动画 北京科影制片厂 刘左峰
- 1986年 杞人忧天 动画 上海电视台动画制片厂 杨凯华
- 1986年 狐假虎威 动画 上海电视台动画制片厂 张信
- 1986年-1987年 葫芦兄弟 剪纸 上海美影厂 胡进庆 葛桂云 周克勤
- 1986年-1987年 邋遢大王奇遇记 动画 上海美影厂 钱运达 严善春 付海龙 胡依红 孙总清
- 1987年 布口袋的秘密 动画 中国电视剧制作中心 查侃
- 1987年 聪明小兔 动画 上视动画制片厂 陈光明
- 1987年 寂寥的天空 动画 山西省电化教育 陈信松 李珍
- 1987年 星星梦 动画 中国电视剧制作中心 段佳
- 1987年 巧在七中 动画 长影美术片厂 段炼
- 1987年 蚂蚁和大象 动画 上海美影厂 范马迪
- 1987年 小数点大闹整数王国 动画 中国电视剧制作中心 方澎 吕善
- 1987年 钓鱼 动画 中国电视剧制作中心 郭兵
- 1987年 有求必应 动画 上海美影厂 何玉门
- 1987年 长大尾巴的兔子 动画 上海美影厂 何玉门 秦宝宜
- 1987年 生命 动画 华北广播电视学校
- 1987年 雪狮子 动画 上海美影厂 黄炜
- 1987年 雪狮子 动画 上海美影厂 黄玮
- 1987年 智慧的传说 动画 吉林电视台
- 1987年 飞翔的鸽子 动画 上海美影厂 经霞云
- 1987年 地藏菩萨与斗笠 动画 中国电视剧制作中心 李耕 张小安
- 1987年 妈妈请休息 木偶 上海美影厂 刘蕙仪
- 1987年 学步 动画 中国电视剧制作中心 刘向东
- 1987年 小兔菲菲 动画 上海电视台动画片厂 马克宣 张天晓
- 1987年 马头琴 动画 内蒙古电视台
- 1987年 老虎装牙 动画 上海美影厂 浦家祥
- 1987年 小悟空 动画 深圳翡翠动画设计公司
- 1987年 狗拿耗子 动画 南京电影制片厂 施仲兴
- 1987年 长胡子的孩子 动画 四川电视台
- 1987年 选美记 动画 上海美影厂 王树忱 顾汉昌
- 1987年 选美记 动画 上海美影厂 王树忱 顾汉昌
- 1987年 越打越响 动画 上海电视台动画片厂 杨凯
- 1987年 猴子点鞭炮 动画 上视动画制片厂 张天晓
- 1987年 我丢了 动画 中国电视剧制作中心 张小安
- 1987年 AB现形记 动画 中国电视剧制作中心 张小安 华方方
- 1987年 象虎 动画 长影美术片厂 钟泉
- 1987年 青蛙斗老虎 动画 湖北电视台 周立志
- 1988年 猪 动画 中国电视剧制作中心 蔡子君
- 1988年 架小桥 动画 中国电视剧制作中心 查侃
- 1988年 鹰 动画 长影美术片厂
- 1988年 粗心和细心 动画 上海电视台动画制片厂 陈光明
- 1988年 一分钟幽默 动画 中国电视剧制作中心 陈家奇
- 1988年 夹赤豹 动画 中国电视剧制作中心 陈家奇
- 1988年 不射之射 木偶 上海美影厂 川本喜八郎 孙大衡
- 1988年 泼水节的传说 动画 长影美术片厂 段炼
- 1988年 鱼 木偶 上海美影厂 方润南
- 1988年 谁是鱼 动画 上海电视台动画制片厂 龚玉兰
- 1988年 强者上钩 动画 上海美影厂 胡进庆
- 1988年 追鼠 动画 上海美影厂 胡进庆
- 1988年 斗鸡 动画 上海美影厂 胡进庆
- 1988年 螳螂捕蝉 动画 上海美影厂 胡进庆
- 1988年 猫养老鼠 动画 辽宁科教电影制片厂 纪清河
- 1988年 皮皮的故事 动画 上海美影厂 坚谷 孙总清 秦宝宜
- 1988年 急中生智 动画 中国电视剧制作中心 康宝金
- 1988年 蓝骨 木偶 上海美影厂 李荣中
- 1988年 猫和狐狸 动画 中国电视剧制作中心 李忠良
- 1988年 补票 动画 上海美影厂 林文肖
- 1988年 小鹅与红房子 木偶 上海美影厂
- 1988年 孤独的小猪 剪纸 上海美影厂 沈祖慰
- 1988年 山水情 水墨 上海美影厂 特伟 阎善春 马克萱
- 1988年 独木桥 动画 上海美影厂 王树忱
- 1988年 猴子和恶鱼 动画 中国电视剧制作中心 吴克明
- 1988年 争执 木偶 上海美影厂 夏秉钧
- 1988年 金币国游记 动画 上海美影厂 熊南清
- 1988年 安宁 动画 上海美影厂 许庙 胡甜
- 1988年 十龙贺春 动画 中国电视剧制作中心 薛梅君 朱义民
- 1988年 八仙与跳蚤 剪纸 上海美影厂 詹同
- 1988年 会动的画 动画 中国电视剧制作中心 张小安
- 1988年 小公鸡下水 动画 中国电视剧制作中心
- 1989年 小品集 动画 北京科影制片厂 曹小卉 刘左峰
- 1989年 鲁西西奇遇记 动画 中国电视剧制作中心 查侃
- 1989年 我是男子汉 动画 上视动画制片厂 陈光明
- 1989年 蜗牛上天 动画 长影美术片厂 段炼
- 1989年 小胖变皮球 动画 中国电视剧制作中心 耿康 殷齐美
- 1989年 高女人和矮丈夫 动画 上海美影厂 胡依红
- 1989年 看医书 动画 中国电视剧制作中心 华方方
- 1989年 一半儿王国 动画 中国电视剧制作中心 靳夕
- 1989年 狼犬福克 木偶 上视动画制片厂 瞿永宝
- 1989年 兰花花 动画 北京科影制片厂 李耕
- 1989年 巴拉根仓 动画 上视动画制片厂 乔元正
- 1989年 阿龙和莉莉 动画 上海美影厂 孙总清
- 1989年 小小画家红气球 动画 上海美影厂 孙总清 薛梅君
- 1989年 童心 动画 长影美术片厂 王刚
- 1989年 钱 动画 长影美术片厂 王强
- 1989年 鼎 动画 长影美术片厂 温德斌
- 1989年 小兔偷瓜 动画 中国电视剧制作中心 薛梅君
- 1989年 小熊分饼 动画 上视动画制片厂 杨凯
- 1989年 笨狗熊 动画 上海美影厂 张景源
- 1989年 森林里的金月亮 动画 上海美影厂 张景源
- 1989年 马头琴的传说 动画 中国电视剧制作中心 张小安
- 1989年 出诊记 动画 长影美术片厂 钟泉
- 1989年-1990年 奇异的蒙古马 动画 上海美影厂 常光希
- 1989年-1991年 葫芦小金刚 剪纸 上海美影厂 胡进庆 葛桂云 沈祖慰
- 1989年-1992年 舒克和贝塔 动画 上海美影厂 严定宪 林文肖 彭戈
- 1990年 森林小鸟和我 动画 上海美影厂 戴铁郎 范马迪
- 1990年 孤独的莉里 动画 上海美影厂 方润南 薛梅君
- 1990年 哀溺 动画 上海美影厂 冯建男
- 1990年 种树 动画 上海美影厂 浦家祥
- 1990年 骑牛难下 动画 上海美影厂 钱家幸
- 1990年 少年柯雄 动画 上视动画制片厂 乔元正
- 1990年 冬天里的小田鼠 木偶 上海美影厂 乔元正
- 1990年 守株待兔 动画 北京科影制片厂 王启中
- 1990年 一半儿 动画 上海美影厂 詹同 陆成法
- 1990年 小钉子 动画 上海美影厂 詹同 沈寿林
- 1990年 鹿和牛 木偶 上海美影厂 邹勤
- 1990年-1994年 魔方大厦 动画 上海美影厂 查侃
- 1992年-1993年 特别车队 动画 上海美影厂 杨凯华
- 1993年-1994年 隐身探长 木偶 上海美影厂 刘蕙仪
- 1993年-1994年 红鼻子 木偶 上海美影厂 朱冰
- 1993年-1995年 十二生肖 动画 上海美影厂 沈如东 伍仲文 龚金福
- 1995年-1996年 自古英雄出少年 动画 上海美影厂 集体
- 1996年-1997年 快乐家家车 动画 上海美影厂 王加世
- 1997年-1998年 猩猩探长 动画 上海美影厂 金锡林
- 1997年-1998年 小精灵灰豆 动画 刘积昆
- 1997年-1998年 大红鹰 动画 上海美影厂 陆成法
- 1999年 宝莲灯 电影 上海美影厂

## 21世纪

### 电影动画
《小兵张嘎》（2006年）
《魔比斯环》（2006年）
《黄飞鸿之勇闯天下》（2006年）
《风云决》（2008年）
《喜羊羊与灰太狼之牛气冲天》（2009年）
《喜羊羊与灰太狼之虎虎生威》（2010年）
《喜羊羊与灰太狼之兔年顶呱呱》（2011年1月21日）
《魁拔》（2011年7月8日）
《兔侠传奇》（2011年7月11日）
《藏獒多吉》（2011年7月15日）
《赛尔号之寻找凤凰神兽》（2011年7月28日）
《摩尔庄园冰世纪》（2011年8月11日）
《喜羊羊与灰太狼之开心闯龙年》（2012年）
《戚继光英雄传》（2012年）
《喜羊羊与灰太狼之喜气羊羊过蛇年》（2013年）
《开心超人》（2013年）
《赛尔号大电影3：战神联盟》（2013年）
《喜羊羊与灰太狼之飞马奇遇记》（2014年）
《十万个冷笑话》（2014年）
《熊出没之夺宝熊兵》（2014年）
《秦时明月3D电影龙腾万里》（2014年）
《开心超人2：启源星之战》（2014年）
《新大头儿子和小头爸爸之秘密计划》（2014年）
《喜羊羊与灰太狼之羊年喜羊羊》（2015年）
《西游记之大圣归来》（2015年7月10日）
《大魚·海棠》（2016年）
《我的师父姜子牙》（2016年）
《小門神》（2016年）
《神獵 The God Hunter》（2016年）
《大护法》（2017年7月13日）
《大耳朵图图之美食狂想曲》（2017年7月28日）
《十万个冷笑话2》（2017年）
《哪吒之魔童降世》（2019年7月26日）
《罗小黑战记》（2019年9月7日）
《全职高手之巅峰荣耀》（2019年8月16日）
《喜羊羊与灰太狼之筐出未来》（2022年2月1日）
《喜羊羊与灰太狼之守护》（2024年7月19日）
《哪吒之魔童闹海》（2025年1月29日）
《罗小黑战记Ⅱ》（2025年7月18日）

### 电视动画

#### 奥飞系
| 片名             | 分支           | 时间          | 集数       | 出品                       |
| ---------------- | -------------- | ------------- | ---------- | -------------------------- |
| 喜羊羊与灰太狼   | 目前43季       | 2005年        | 目前3081集 | 奥飞动漫 原创动力          |
| 宋代足球小将     | 共一部         | 2010年        | 40集       | 原创动力                   |
| 宝贝女儿好妈妈   | 共兩部         | 2004年        | 140集      | 原创动力                   |
| 小宋当家         | -              | 2007年        | 80集       | 奥飞动漫 原创动力          |
| 火力少年王       | 第一季         | 2006年        | 40集       | 奥飞动漫 图艺动漫          |
| 火力少年王       | 第二季         | 2008年        | 26集       | 奥飞动漫 图艺动漫          |
| 火力少年王       | 第三季         | 2010年        | 40集       | 奥飞动漫 图艺动漫          |
| 火力少年王       | 第四季         | 2011年        | 42集       | 奥飞动漫 图艺动漫          |
| 火力少年王       | 新一季         | 2014年        | 40集       | 奥飞动漫 诺亚动漫          |
| 火力少年王       | 新二季         | 2015年        | 26集       | 奥飞动漫 诺亚动漫          |
| 电击小子         | 第一季         | 2008年        | 26集       | 奥飞动漫                   |
| 电击小子         | 第二季         | 2009年        | 26集       | 奥飞动漫                   |
| 电击小子         | 第三季         | 2014年        | 26集       | 奥飞动漫                   |
| 战龙四驱         | -              | 2009年        | 64集       | 奥飞动漫 鸿鹰动漫          |
| 雷速登闪电冲线   | 第一部         | 2009年        | 26集       | 奥飞动漫 图艺动漫          |
| 雷速登闪电冲线   | 第二部         | 2010年        | 40集       | 奥飞动漫 图艺动漫          |
| 雷速登闪电冲线   | 第三部         | 2012年        | 40集       | 奥飞动漫 图艺动漫          |
| 机甲兽神         | 第一部         | 2009年        | 52集       | 奥飞动漫                   |
| 机甲兽神         | 第二部         | 2011年        | 40集       | 奥飞动漫                   |
| 巴啦啦小魔仙     | 第一季         | 2008年        | 52集       | 奥飞动漫 嘉目数码          |
| 巴啦啦小魔仙     | 第二季         | 2011年        | 36集       | 奥飞动漫 图艺动漫          |
| 巴啦啦小魔仙     | 第三季         | 2013年        | 52集       | 奥飞动漫 图艺动漫          |
| 巴啦啦小魔仙     | 第四季         | 2015年        | 52集       | 奥飞动漫 视美动画          |
| 巴啦啦小魔仙     | 番外           | 2015年        | 52集       | 奥飞动漫                   |
| 巴啦啦小魔仙     | 第五季         | 2016年-2017年 | 52集       | 奥飞动漫 千骐动漫 太阳卡通 |
| 巴啦啦小魔仙     | 第六季         | 2018年        | 26集       | 奥飞动漫 千骐动漫 太阳卡通 |
| 巴啦啦小魔仙     | 第七季         | 2020年        | 26集       | 奥飞动漫                   |
| 巴啦啦小魔仙     | 玩具迷你栏目剧 | 2022年        | 15集       | 奥飞动漫                   |
| 巴啦啦小魔仙     | 第八季         | 2022年        | 26集       | 奥飞动漫 山水动漫          |
| 巴啦啦小魔仙     | 第九季         | 2023年        | 52集       | 奥飞动漫 山水动漫          |
| 巴啦啦小魔仙     | 科普衍生短片   | 2024年        | 15集       | 奥飞动漫 书声科技          |
| 巴啦啦小魔仙     | 第十季         | 2024年-2025年 | 52集       | 奥飞动漫 山水动漫          |
| 铠甲勇士         | 光影传奇       | 2009年        | 52集       | 奥飞动漫 永旭文化          |
| 铠甲勇士         | 刑天           | 2011年        | 60集       | 奥飞动漫 永旭文化          |
| 铠甲勇士         | 拿瓦           | 2013年        | 52集       | 奥飞动漫 永旭文化          |
| 铠甲勇士         | 捕将           | 2015年        | 52集       | 奥飞动漫 永旭文化          |
| 铠甲勇士         | 铠传           | 2018年        | 52集       | 奥飞动漫 永旭文化          |
| 铠甲勇士         | 猎铠           | 2018年-2020年 | 60集       | 奥飞动漫 永旭文化          |
| 铠甲勇士         | 星曜诀醒       | 2024年        | 36集       | 奥飞动漫 永旭文化          |
| 翼飞冲天         | -              | 2011年        | 52集       | 奥飞动漫 千骐动漫          |
| 翼飞冲天         | 天际战骑       | 2015年        | 52集       | 奥飞动漫 千骐动漫          |
| 戰鬥王之颶風戰魂 | 第一季         | 2012年        | 52集       | 奥飞动漫 图艺动漫 视美动画 |
| 戰鬥王之颶風戰魂 | 第二季         | 2014年        | 40集       | 奥飞动漫 图艺动漫 视美动画 |
| 戰鬥王之颶風戰魂 | 第三季         | 2015年        | 40集       | 奥飞动漫 图艺动漫 视美动画 |
| 奇博少年         | -              | 2012年        | 52集       | 奥飞动漫 千骐动漫          |
| 幻變精靈         | 蛋糕甜心       | 2012年        | 40集       | 奥飞动漫                   |
| 巨神战击队       | -              | 2012年        | 52集       | 奥飞动漫 永旭文化          |
| 巨神战击队       | SD             | 2014年        | 52集       | 奥飞动漫 永旭文化          |
| 巨神战击队       | 超救分队       | 2016年        | 52集       | 奥飞动漫 永旭文化          |
| 神魄             | -              | 2013年        | 52集       | 奧飛動漫 视美动画          |
| 夢月精靈         | -              | 2013年        | 52集       | 奧飛動漫 视美动画          |
| 翼空之巔         | -              | 2013年        | 40集       | 奥飞动漫 千骐动漫          |
| 超限猎兵-凯能    | 第一季         | 2013年        | -          | 奥飞动漫 西基动画          |
| 超限猎兵-凯能    | 第二季         | 2014年        | -          | 奥飞动漫 西基动画          |
| 零速争霸         | -              | 2016年        | 26集       | 奧飛動漫 玖寶動畫          |
| 爆裂飞车         | 第一季         | 2016年        | 40集       | 奥飞动漫 魅力动画          |
| 爆裂飞车         | 第二季         | 2017年        | 26集       | 奥飞动漫 魅力动画          |

#### 央视系
| 片名                   | 时间                     | 集数  | 制作                |
| ---------------------- | ------------------------ | ----- | ------------------- |
| 黑猫警长（电视动画版） | 1992年～1993年           | 10集  | 央视动画            |
| 蓝皮鼠大脸猫           | 1993年～1994年           | 30集  | 央视动画            |
| 西游记                 | 1992年～1999年           | 52集  | 央视动画            |
| 小糊涂神               | 1995年～1997年           | 52集  | 央视动画            |
| 大头儿子和小头爸爸     | 1995年～1996年（第一部） | 156集 | 央视动画 东方电视台 |
| 大头儿子和小头爸爸     | 2002年（第二部）         | 156集 | 央视动画 东方电视台 |
| 大头儿子和小头爸爸     | 2013年（新版）           | 300集 | 央视动画            |
| 小贝流浪记             | 1999年                   | 10集  | 央视动画            |
| 哪吒传奇               | 2003年                   | 52集  | 央视动画            |
| 小虎还乡               | 2003年                   | 52集  | 央视动画            |
| 梦里人                 | 2005年                   | 26集  | 央视动画            |
| 围棋少年               | 2005年（第一部）         | 52集  | 央视动画            |
| 围棋少年               | 2008年（第二部）         | 52集  | 央视动画            |
| 东方神娃               | 2005年（第一部）         | 52集  | 央视动画            |
| 东方神娃               | 2010年（第二部）         | 52集  | 央视动画            |
| 三毛流浪记             | 2006年                   | 26集  | 央视动画            |
| 乌兰·其其格            | 2006年                   | 26集  | 央视动画            |
| 渴望蓝天               | 2006年                   | 52集  | 央视动画            |
| 小鲤鱼历险记           | 2007年                   | 52集  | 央视动画            |
| 小牛向前冲             | 2009年                   | 52集  | 央视动画            |
| 三国演义               | 2008年                   | 52集  | 辉煌动画 未来行星   |
| 少林海宝               | 2010年                   | 51集  | 央视动画            |
| 美猴王                 | 2011年                   | 52集  | 央视动画            |
| 大角牛梦工厂           | 2011年                   | 52集  | 央视动画            |
| 秦汉英雄传             | 2011年                   | 52集  | 央视动画            |
| 熊猫和小鼹鼠           | 2016年                   | 52集  | 央视动画 小鼹鼠公司 |
| 小济公                 | 2016年                   | 26集  | 央视动画            |
| 棉花糖和云朵妈妈       | 2016年                   | 120集 | 央视动画            |
| 故事奶奶               | 2017年                   | 26集  | 央视动画            |

#### 蓝弧系
| 片名     | 分支       | 时间   | 集数 | 出品                |
| -------- | ---------- | ------ | ---- | ------------------- |
| 果冻宝贝 | -          | 2006年 | 52集 | 蓝弧信息            |
| 果宝特攻 | 果冻三剑客 | 2007年 | 52集 | 蓝弧文化 奥飞动漫   |
| 果宝特攻 | 第一部     | 2009年 | 52集 | 蓝弧文化 奥飞动漫   |
| 果宝特攻 | 第二部     | 2012年 | 52集 | 蓝弧文化 奥飞动漫   |
| 果宝特攻 | 第三部     | 2014年 | 52集 | 蓝弧文化 奥飞动漫   |
| 果宝特攻 | 第四部     | 2017年 | 52集 | 蓝弧文化 奥飞动漫   |
| 百变机兽 | 洛洛历险记 | 2008年 | 52集 | 蓝弧文化 星杰玩具   |
| 迪比狗   | -          | 2010年 | 52集 | 蓝弧文化 Futurecode |
| 宇宙星神 | -          | 2011年 | 52集 | 蓝弧文化 炫动卡通   |
| 超兽武装 | 仁者无敌   | 2011年 | 33集 | 蓝弧文化 奥飞动漫   |
| 超兽武装 | 勇者无惧   | 2012年 | 33集 | 蓝弧文化 奥飞动漫   |
| 钢铁飞龙 | -          | 2012年 | 52集 | 蓝弧文化 灵动创想   |
| 铁甲威虫 | 骑刃王     | 2012年 | 52集 | 蓝弧文化 炫动卡通   |
| 武战道   | -          | 2013年 | 52集 | 蓝弧文化 奥飞动漫   |
| 快乐酷宝 | 第一部     | 2013年 | 52集 | 蓝弧文化 奥飞动漫   |
| 快乐酷宝 | 第二部     | 2014年 | 52集 | 蓝弧文化 奥飞动漫   |
| 梦幻西游 | 第二部     | 2014年 | 13集 | 蓝弧文化 网易游戏   |
| 梦幻西游 | 第三部     | 2016年 | 13集 | 蓝弧文化 网易游戏   |
| 梦幻西游 | 第四部     | 2016年 | 13集 | 蓝弧文化 网易游戏   |

#### 待分类
| 片名                 | 首播日期 | 集數             | 制作公司                     |
| -------------------- | -------- | ---------------- | ---------------------------- |
| 海尔兄弟             | 1998年   | 4部212集         | 海尔集团                     |
| 蓝猫                 | 1999年   | 5系列3059集      | 蓝猫动漫                     |
| 我为歌狂             | 2000年   | 52集             | 上海美影厂                   |
| 乐比悠悠             | 2000年   | -                | -                            |
| 大耳朵图图           | 2004年   | 5季134集         | 上海美影厂                   |
| 天上掉下个猪八戒     | 2006年   | 208集            | 江通动画                     |
| 精灵世纪             | 2006年   | 2季104集         | 龙马世纪                     |
| 猪猪侠               | 2006年   | 14部766集        | 咏声动漫                     |
| 虹猫蓝兔七侠传       | 2006年   | 108集            | 宏梦卡通                     |
| 奇奇颗颗历险记       | 2006年   | 210集            | 宏梦卡通 中华恐龙园          |
| 神厨小福贵           | 2007年   | 132集            | 宏梦卡通                     |
| 福娃奥运漫游记       | 2007年   | 100集            | 卡酷动画                     |
| 象棋王               | 2008年   | 26集             | 鸿鹰动画                     |
| 心灵之窗             | 2009年   | 52集             | 蓝海世纪                     |
| 七色战记             | 2009年   | 52集             | 原创动力                     |
| 开心宝贝             | 2010年   | 14部662集        | 明星动画                     |
| 星原战记             | 2010年   | -                | -                            |
| 雷锋的故事           | 2010年   | 30集             | 春秋动漫                     |
| 京剧动画—定军山      | 2010年   | -                | -                            |
| 神兽金刚             | 2010年   | 46集             | 达力影视                     |
| 晶码战士             | 2010年   | 52集             | 银河动漫                     |
| 彈珠傳說             | 2010年   | 52集             | 视美动画 天贝玩具            |
| 恐龙宝贝之龙神勇士   | 2010年   | 3季156集         | 今日動畫 常州恐龙园          |
| 少年师爷             | 2010年   | 9部234集         | 特立宙动画                   |
| 梦幻镇               | 2010年   | 6部              | 中南卡通                     |
| 斗龙战士             | 2011年   | -                | -                            |
| 熊出没               | 2012年   | 全系列21季1248集 | 华强动漫                     |
| 正义小兔警           | 2011年   | -                | -                            |
| 九华小和尚           | 2011年   | 104集            | 中卡通                       |
| 星游记               | 2011年   | 26集             | 美术星空                     |
| 锋速战警             | 2011年   | 26集             | 中南卡通                     |
| 马拉松王子           | 2011年   | 52集             | 厦门广电                     |
| 逗逗迪迪愛探險       | 2011年   | 52集             | 詠聲文化                     |
| 甜心格格             | 2011年   | 3季130集         | 方块动漫                     |
| 元气星魂             | 2012年   | 3季156集         | 金廌卡通 星原文化 圆咕噜动漫 |
| 乌龙小子             | 2012年   | 2季52集          | 时代华奥 上海美影厂          |
| 木灵宝贝之重回帆智谷 | 2012年   | 33集             | 博润通文化                   |
| 水漫金山             | 2012年   | 52集             | 鸿宝影视                     |
| 智慧子弹车           | 2012年   | -                | -                            |
| 神奇阿呦             | 2012年   | -                | -                            |
| 小雞不好惹之鹹蛋寺   | 2012年   | 104集            | 華強動漫                     |
| 赛尔号               | 2012年   | 8季              | 上海淘米                     |
| 花精灵之嘻哈大冒险   | 2013年   | 26集             | 大海信息                     |
| 魔弹王               | 2013年   | 52集             | 中南卡通                     |
| 木奇灵               | 2014年   | 2季82集          | 博润通文化                   |
| 神鸡包美丽           | 2014年   | -                | -                            |
| 纳米神兵             | 2014年   | 52集             | 上海童园文化传媒有限公司     |
| 艾可魔法少女         | 2015年   | 52集             | 艾米動漫 乾豪動漫            |
| 玉骐麟之仙灵奇域     | 2015年   | 52集             | 银河动漫 玉骐麟文化          |
| 那萨尔丁             | 2015年   | 50集             | 民和影視                     |
| 京剧猫               | 2015     | 60集             | 北京璀璨星空文化传播有限公司 |
| 战斗吧灵兽           | 2016年   | 52集             | 永熙动漫 圖藝動漫            |
| 钢甲小龙侠           | 2016年   | 52集             | 金廌卡通 中南卡通 宏圖動漫   |
| 兽王争锋             | 2016年   | 26集             | 悠扬传媒                     |

### 中国网络动画
| 作品名字                   | 制作公司、人                                                 | 首播日期       | 集数     | 类型           | 标签                       |
| -------------------------- | ------------------------------------------------------------ | -------------- | -------- | -------------- | -------------------------- |
| 大话三国                   | SHOW GOOD                                                    | 2002年         | 36       | 漫改           | 搞笑历史                   |
| 小破孩                     | 上海拾荒动画设计有限公司                                     | 2002年9月21    | 130      | 原创动画       |                            |
| 云端的日子                 | 成都中华轩公司                                               | 2008年         | 26       | 原创动画       | 青春校园                   |
| 茗记                       | L-key                                                        | 2008年4月25日  | 3        | 原创动画       |                            |
| 打个大西瓜                 | 饺子                                                         | 2008年12月31日 | 1        | 原创短片       | 反思战争搞笑               |
| 我叫MT                     | 七彩映画                                                     | 2009年7月9日   | 82       | 游戏改同人     |                            |
| 李献计历险记               | 李阳                                                         | 2009年12月5日  | 1        | 原创短片       | 爱情 黑色幽默 青春         |
| 泡芙小姐的金鱼缸           | 互象动画公司                                                 | 2010年4月      | 1        | 原创动画       |                            |
| 联盟的勇士                 | 广州骏豪宏风网络科技有限公司                                 | 2010年         | 6        | 游戏改同人     |                            |
| 小胖妞                     | 何伟锋画名何小疯                                             | 2010年6月1日   | 10       | 原创动画       |                            |
| 红领巾侠                   | 李夏，李云飞，程腾中国传媒大学                               | 2010年9月30日  | 1        | 原创短片       | 童年幻想战斗               |
| 泡芙小姐                   | 优酷网、互象动画公司                                         | 2011年4月1日   | 13       | 原创动画       |                            |
| 罗小黑战记                 | 北京寒木春华动画技术有限公司                                 | 2011年3月18日  | 目前28   | 原创动画       | 可爱奇幻热血日常           |
| 泡芙小姐第二季             | 优酷网、互象动画公司                                         | 2011年10月9日  | 12       | 原创动画       |                            |
| 啦啦啦德玛西亚             | 广州骏豪宏风网络科技有限公司                                 | 2011年12月9日  | 三季共30 | 游戏改同人动画 |                            |
| 暴走漫画                   | 暴走漫画                                                     | 2012年1月1日   |          |                |                            |
| 泡芙小姐第三季             | 优酷网、互象动画公司                                         | 2012年3月12日  | 12       | 原创动画       |                            |
| 地铁大逃杀                 | 宋尚、贺冬昕、艾胜英 、李夏、高薇华、索晓玲                  | 2012年4月19日  | 1        | 原创短片       |                            |
| 摩尔庄园周播剧             | 淘米视频                                                     | 2012年4月28日  |          | 游戏改动画     |                            |
| 十万个冷笑话               | 有妖气                                                       | 2012年7月11日  | 74       | 漫改           | 恶搞                       |
| 泡芙小姐第四季             | 优酷网、互象动画公司                                         | 2012年10月15日 | 12       | 原创动画       |                            |
| 糖水三国                   | 游戏风云冇节操兴趣小组                                       | 2013年         | 12       | 原创动画       |                            |
| 尸兄                       | 卢恒宇和李姝洁工作室、腾讯动漫                               | 2013年1月11日  | 43       | 漫改           |                            |
| 倒不了的塔                 | 西安长风影视文化传播有限公司                                 | 2013年8月20日  | 11       | 游戏改同人     |                            |
| 山海师                     | 有妖气                                                       | 2013年9月29日  | 目前9    | 动态漫画       |                            |
| 撸时代第一季               | 喷TA秀工作室                                                 | 2013年10月18日 | 14       |                |                            |
| 超神游戏                   | 腾讯动漫                                                     | 2013年11月15日 | 13       |                |                            |
| 超神学院                   | 广州骏豪宏风网络科技有限公司                                 | 2013年12月6日  | 10       | 原创动画       |                            |
| 死灵编码                   | 有妖气                                                       | 2013年12月19日 | 12       | 原创动画       |                            |
| 菊花笑典之有神么           | 厦门万兆亿动漫科技有限公司                                   | 2013年12月20日 | 原创动画 | 搞笑神话       |                            |
| 馒头日记                   | 有妖气                                                       | 2013年12月25日 | 10       |                |                            |
| 纳米核心                   | 海岸线工作室                                                 | 2014年2月14日  | 10       | 原创动画       |                            |
| 超有病                     | 广州烤鸡鸡动漫                                               | 2014年2月17日  | 4        | 漫改           |                            |
| 中国惊奇先生               | 腾讯动漫                                                     | 2014年2月28日  | 63       | 漫改           | 民俗玄幻妖魔               |
| 功夫兔与菜包狗             | 将将将动画工作室，中国传媒大学                               | 2014年3月20日  | 12       | 原创动画       | 搞笑单元剧定格拍摄         |
| 刷兵男的搞笑剧场           | 搜狐视频                                                     | 2014年4月23日  |          |                |                            |
| 熊猫手扎                   | 有妖气                                                       | 2014年5月9日   | 10       | 漫改           |                            |
| 十九国                     | 爱奇艺                                                       | 2014年6月8日   | 20       |                |                            |
| 每日一暴                   | 暴走漫画                                                     | 2014年6月16日  |          |                |                            |
| 暴走编辑部的故事           | 暴走漫画                                                     | 2014年6月17日  |          | 原创动画       |                            |
| 王牌御史                   | 腾讯动漫                                                     | 2014年6月27日  | 39       | 漫改           |                            |
| 暴走恐怖故事               | 暴走漫画                                                     | 2014年7月11日  |          | 原创动画       |                            |
| 魁拔妖侠传                 | 北京青青树动漫科技有限公司                                   | 目前未定       |          | 原创动画       |                            |
| 画江湖之不良人             | 北京若森数字科技有限公司                                     | 2014年7月31日  |          | 原创动画       |                            |
| 口水三国                   | 福利喵工作室                                                 | 2014年9月30日  | 121      | 原创动画       |                            |
| 端脑                       | 有妖气                                                       | 2014年11月28日 | 16       | 漫改           |                            |
| 妖怪名单第一季             | 腾讯动漫                                                     | 2014年12月12日 | 20       | 漫改           |                            |
| 暴走撸啊撸                 | 暴走漫画                                                     | 2015年1月25日  |          |                |                            |
| 那年那兔那些事             | 画悦动画、翼下之风动漫科技有限公司                           | 2015年3月5日   | 12       | 漫改           |                            |
| 绿豆蛙                     | 上海蓝色天空数码科技有限公司                                 |                |          |                |                            |
| 雏蜂                       | 有妖气                                                       | 2015年         | 6        | 漫改           |                            |
| 魔晶猎人                   | 华映星球、卡酷传媒                                           | 2014-2017年    | 111      | 原创动画       |                            |
| 狐妖小红娘                 | 腾讯动漫、HAOLINERS                                          | 2015年6月26日  | 121      | 漫改           |                            |
| 黑白无双                   | 动漫之家、娃娃鱼动画公司                                     | 2015年7月9日   | 12       | 漫改           |                            |
| 爱神巧克力进行时           | 腾讯动漫、视美经典                                           | 2015年12月2日  |          |                |                            |
| 镇魂街                     | 卢恒宇和李姝洁工作室                                         | 2016年4月28日  | 24       | 漫改           |                            |
| 全职法师                   | 上海福煦影视文化投资有限公司                                 | 2016年9月2日   |          | 小说改         |                            |
| 一人之下                   | 騰訊動漫、動漫堂                                             | 2016年7月8日   | 12       | 漫改           |                            |
| 快把我哥带走第一季         | 日本动画公司Imagineer和Fanworks、企鹅影视                    | 2017年3月28日  | 12       | 漫改           |                            |
| 全職高手                   | 视美動畫                                                     | 2017年4月7日   | 12       |                |                            |
| 理想禁区                   | 绘梦动画、腾讯动漫、EVIL OR LIVE制作委员会                   | 2017年10月10日 | 12       | 漫改           |                            |
| 一人之下二                 | 上海绘界文化传播有限公司                                     | 2017年10月27日 | 24       |                |                            |
| 非人哉                     | 分子互动，企鹅影视                                           | 2018年3月29日  | 目前55   | 漫改           |                            |
| 刺客伍六七                 | 啊哈娱乐（上海）有限公司、广州小疯文化传播有限公司，幻星文化 | 2018年4月25日  | 14       | 原创动画       | 搞笑 刺客 深思             |
| 请吃红小豆吧               | 广州红小豆动画有限公司                                       | 2018年7月5日   | 12       | 原创动画       | 可爱治愈                   |
| 西行纪                     | 腾讯影业，百漫文化                                           | 2018年7月18日  | 目前     | 38             | 漫改                       |
| 四海鲸骑                   | 初色文化，每日视界，爱奇艺                                   | 2018年8月16日  | 12       | 小说           | 玄幻 海上冒险 架空历史改   |
| 小绿和小蓝                 | 上海绘界文化传播有限公司，腾讯动漫                           | 2018年8月27日  | 72       | 漫改           | 腐女向                     |
| 剑网3侠肝义胆沈剑心        | 声影动漫、西山映画、bilibili                                 | 2018年9月21    | 12       | 游戏改         | 郭炜炜的武侠搞笑日常       |
| 星辰变                     | 上海福煦影视文化投资有限公司，阅文集团、企鹅影视             | 2018年10月5日  | 12       | 小说改         |                            |
| 萌妻食神                   | 杭州娃娃鱼动画设计有限公司，阅文集团，bilibili               | 2018年12月29日 | 12       | 小说改         | 美食恋爱穿越               |
| 灵笼                       | 艺画开天，bilibili                                           | 2019年7月13日  | 7        | 原创动画       | 末世废土                   |
| 愛在西元前                 | 爱奇艺漫画，华映星球，紫卉动漫                               | 2019年7月13日  | 12       | 原创动画       | 恋爱 外星人                |
| 汉化日记                   | bilibili 艾尔平方（L²Studio）                                | 2019年7月21日  | 12       | 原创动画       | 搞笑神仙日常 拟人 亭哥牛逼 |
| 万国志                     | 上海灵樨文化科技有限公司、灵樨文化、bilibili                 | 2019年9月23日  | 16       | 原创动画       | 架空历史奇幻冒险           |
| 伍六七之最强发型师         | 啊哈娛樂小瘋映畫                                             | 2019年10月23日 | 10       | 原创动画       | 搞笑 刺客 深思             |
| 四海鯨騎第二季             | 初色文化，每日视界，爱奇艺                                   | 2019年10月24日 | 18       | 小说改         | 玄幻 海上冒险 架空历史     |
| 剑网3侠肝义胆沈剑心 第二季 | 声影动漫、西山映画、bilibili                                 | 2019年12月27日 | 目前8    | 游戏改         | 郭炜炜的武侠搞笑日常       |
| 仙王的日常生活             | bilibili、绘梦动画                                           | 2020年1月18日  | 目前8    | 小说改         | 开挂 仙侠 搞笑 日常        |
| 伍六七之玄武國篇           | 啊哈娛樂小瘋映畫                                             | 2021年5月5日   | 10       | 原创动画       | 刺客 深思                  |

### 香港动画
- 老夫子
- 麥兜
- 風雲
- 古惑香蕉頭

## 相关
中华人民共和国被禁动画列表
中國漫畫列表
臺灣動畫列表
美国动画列表
日本動畫列表